# Alexander Ward
Alexander Ward (ur. 30 kwietnia 1990 w Northampton) – brytyjski tenisista.

## Kariera tenisowa
W 2016 roku zadebiutował w imprezie Wielkiego Szlema podczas turnieju Wimbledonu. W grze pojedynczej odpadł wówczas w pierwszej rundzie, przegrywając z Davidem Goffinem. Wystartował również w turnieju gry podwójnej, gdzie w parze z Brydanem Kleinem odpadł w pierwszej rundzie.
W 2017 roku zakwalifikował się do turnieju głównego Wimbledonu w grze pojedynczej. Przegrał wówczas w pierwszej rundzie z Kyle’em Edmundem.
W rankingu gry pojedynczej najwyżej był na 242. miejscu (6 czerwca 2016), a w klasyfikacji gry podwójnej na 379. pozycji (9 września 2013).
W 2018 roku ogłosił zakończenie kariery.